# Garab-e-sofla
Garab-e-soflā (farsi گراب سفلی) è una città dello shahrestān di Boyer Ahmad, circoscrizione di Ludab, nella provincia di Kohgiluyeh e Buyer Ahmad. Aveva, nel 2006, 2.538 abitanti.